# Mariano Rojas
Mariano Rojas Gil (Cieza, 12 giugno 1973 – Murcia, 23 giugno 1996) è stato un ciclista su strada spagnolo.
Era il fratello maggiore di José Joaquín Rojas, a sua volta ciclista.
È morto il 23 giugno 1996 per le conseguenze di un incidente automobilistico, avvenuto due giorni prima nei pressi di Murcia, dove si stava dirigendo all'aeroporto per il volo che lo avrebbe portato ai campionati spagnoli.

## Palmarès

### Strada

#### Altri successi
- 1996 (ONCE)

Classifica scalatori Volta a la Comunitat Valenciana

## Piazzamenti

### Grandi Giri
- Tour de France

1995: ritirato (15ª tappa)